# Исаков, Константин Афанасьевич
Константи́н Афана́сьевич Иса́ков (1912—1986) — советский государственный деятель, председатель Куйбышевского горисполкома (1963—1964).

## Биография
Родился 16 (29) декабря 1912 года в д. Софроновка Яренского уезда Вологодской губернии в православной русской семье. Был крещён в Спасо-Преображенской церкви Яренска.
Отец — Афанасий Иванович Исаков, служащий в суде, умер в 1912 году за 2 недели до рождения Константина.
Мать — Александра Васильевна Исакова ур. Бобракова, работала по найму в сельском хозяйстве, умерла в 1954 году.
Ввиду плохой обеспеченности матери Константин с 1923 по 1929 годы воспитывался в детском доме в старинном (первое упоминание в 1384 году) селе Яренск ныне Ленского района на юго-востоке Архангельской области.
С 1929 по 1932 год учился и окончил техникум водных путей сообщения в г. Великий Устюг, Вологодской области. После этого ходил на судах Северного пароходства штурвальным и помощником капитана.
С 1934 по 1938 год служил в 105-й авиабригаде Балтийского флота в качестве стрелка-радиста.
После демобилизации работал в Карело-Финской ССР на станции Сегежа в должности зав. радиоузлом, затем пом. начальника связи Сегежстроя НКВД.
В 1940 году был переведен на Карельский перешеек в г. Кексгольм и работал на строительстве НКВД № 11 в должности руководителя группы связи.
В 1941 году был направлен в г. Куйбышев на особое строительство НКВД, работал на механическом заводе в должности зам. нач. связи. Впоследствии, с октября 1941 года, этот завод стал именоваться Заводом № 207 Министерства авиационной промышленности.
В октябре 1942 года стал членом ВКП(б), партбилет № 02390822.
В 1944 году К. А. Исаков был избран заместителем секретаря парткома Завода № 207 и работал в этой должности до 1947 года.
С февраля 1947 года К. А. Исаков работал секретарем Пролетарского райкома КПСС г. Куйбышева, в 1948—1950 гг. учился в областной партийной школе.
В 1950—1955 гг. — второй, а затем первый секретарь Дзержинского райкома КПСС г. Куйбышева, с 1955 по 1957 года — зав. отделом Куйбышевского горкома КПСС, с 1957 по 1958 г. — первый секретарь Куйбышевского райкома КПСС, с 1958 по 1962 годы — первый секретарь Самарского райкома КПСС г. Куйбышева. 23 июля 1962 года был избран заместителем председателя Куйбышевского горисполкома. В этой должности заведовал вопросами народного образования, культуры и спорта.
22 марта 1963 года решением Куйбышевского городского Совета депутатов трудящихся 9-го созыва К. А. Исаков был избран председателем горисполкома. 18 декабря 1964 года, в соответствии с решением 8-й внеочередной сессии горсовета депутатов трудящихся, освобождён от обязанностей председателя горисполкома в связи с переходом на работу в аппарат обкома КПСС.
В 1964—1982 гг. работал заведующим отделом административных органов Куйбышевского обкома КПСС.
К. А. Исаков умер в г. Куйбышеве 4 июня 1986 года, похоронен 6 июня 1986 года на Рубёжном кладбище.

## Награды
- Два ордена Трудового Красного Знамени (1945, 1966)
- Два ордена «Знак Почета» (1971, 1976)
- Медаль «За доблестный труд в Великой Отечественной войне 1941—1945 гг.»
- Медаль «За победу над Германией в Великой Отечественной войне 1941—1945 гг.»

## Семья
- Жена — Исакова Александра Александровна (ур. Гладышева, 1914—1981), работала журналистом.
- Сын Владимир (1946—2019), инженер, журналист, создал и возглавлял пресс-центр АО «АвтоВАЗ».
- Дочь Татьяна (1949—1997), по мужу Суркова, работала корректором в редакции газеты «Волжская заря».